# King Street (Melbourne)
King Street is een straat in Melbourne, Australië. De straat loopt van noord naar zuid door het zakendistrict van Melbourne. Ten noorden van het zakendistrict loopt de straat door tot Victoria Street. Het zuidelijke uiteinde van de straat gaat via King Street Bridge over de Yarra om over te gaan in Kings Way. De straat is genoemd naar Philip Gidley King of Willem IV van het Verenigd Koninkrijk. De straat maakt deel uit van het Hoddle Grid.

## Overzicht
Aan de straat bevinden zich veel clubs, restaurants en hotels. King Street vormt de westelijke grens van Flagstaff Gardens. Op de hoek met Collins Street staan de Rialto Towers. Aan King Street bevindt zich ook het Melbourne Aquarium, vlak bij Flinders Street. Aan Flinders Street ligt Batman Park, tussen de kruispunten met King Street en Spencer Street. Aan King Street staat ook St James Old Cathedral, een kerk gebouwd in 1857.
Nabij het kruispunt met Lonsdale Street bevindt zich de City King campus van de Victoria-universiteit.

## Foto's

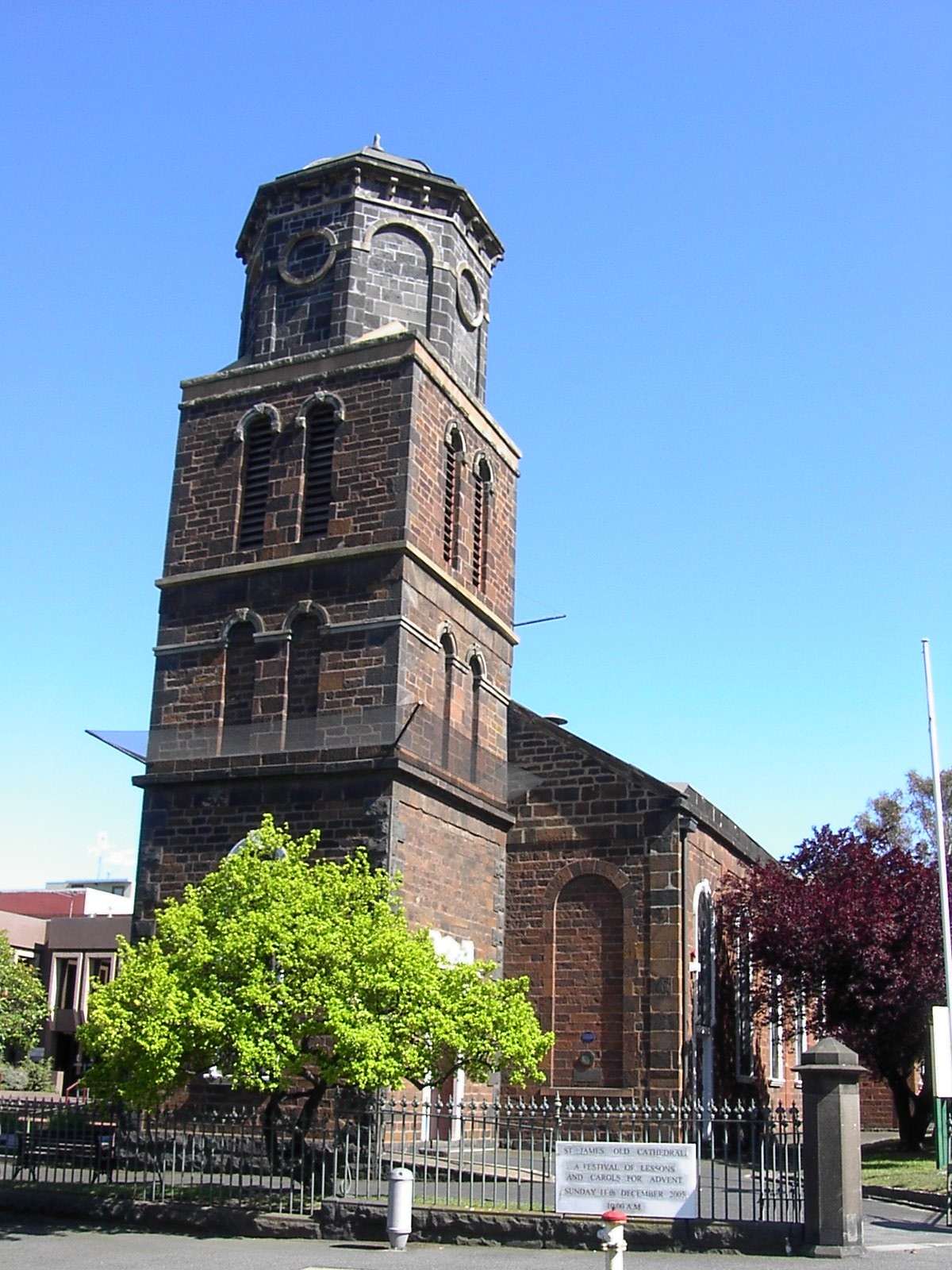
St James Old Cathedral.
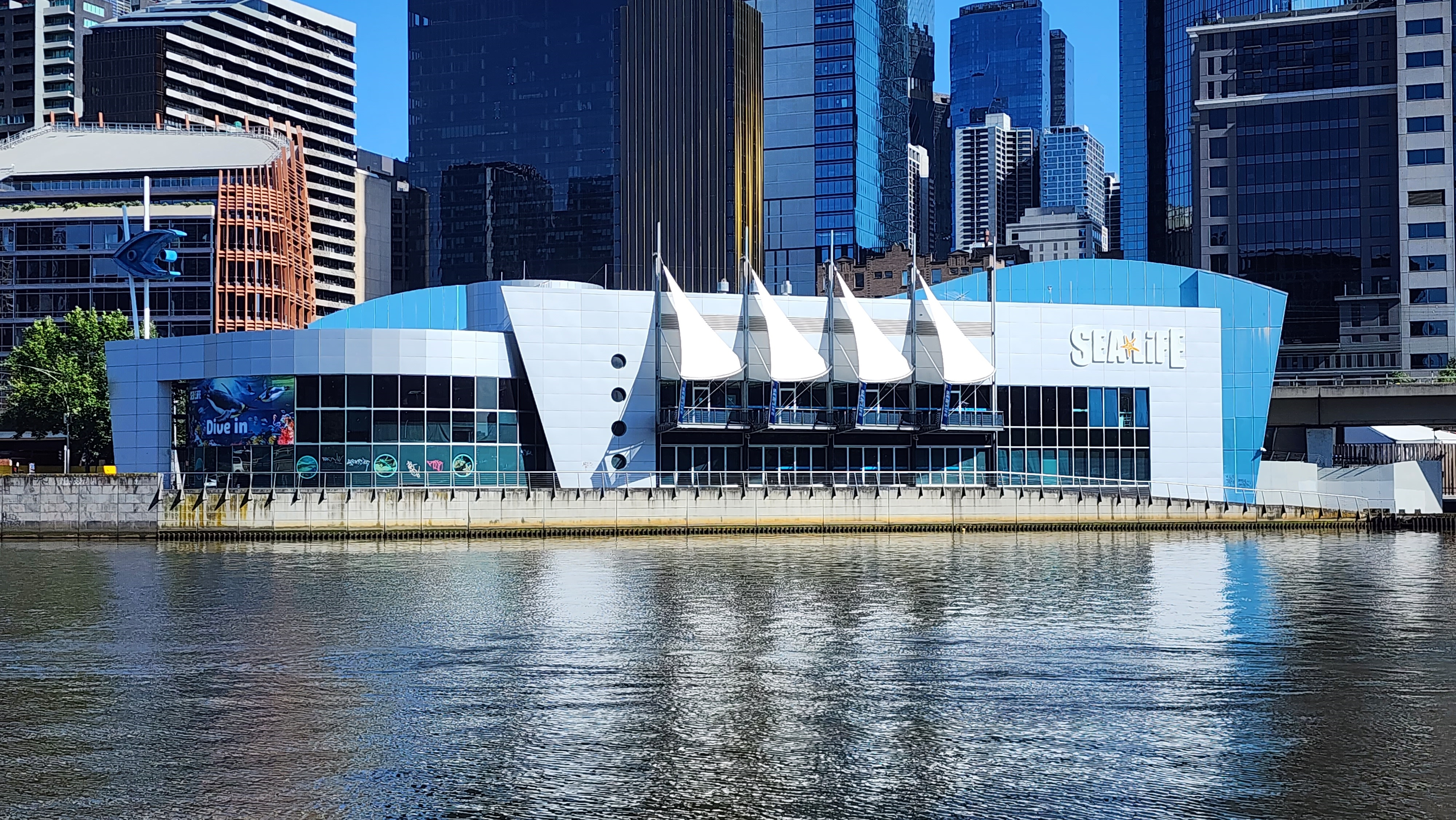
Melbourne Aquarium.
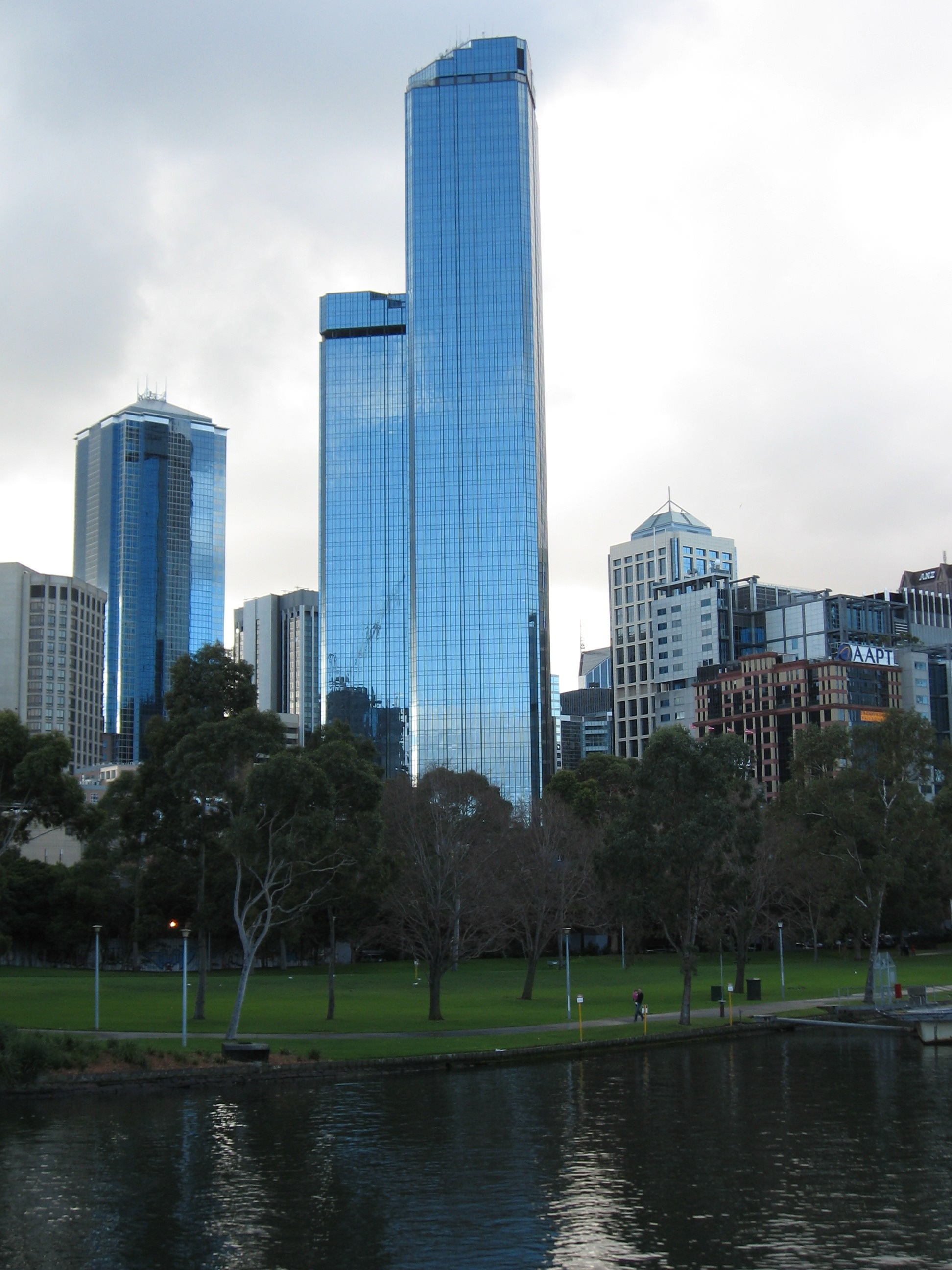
Rialto Towers.
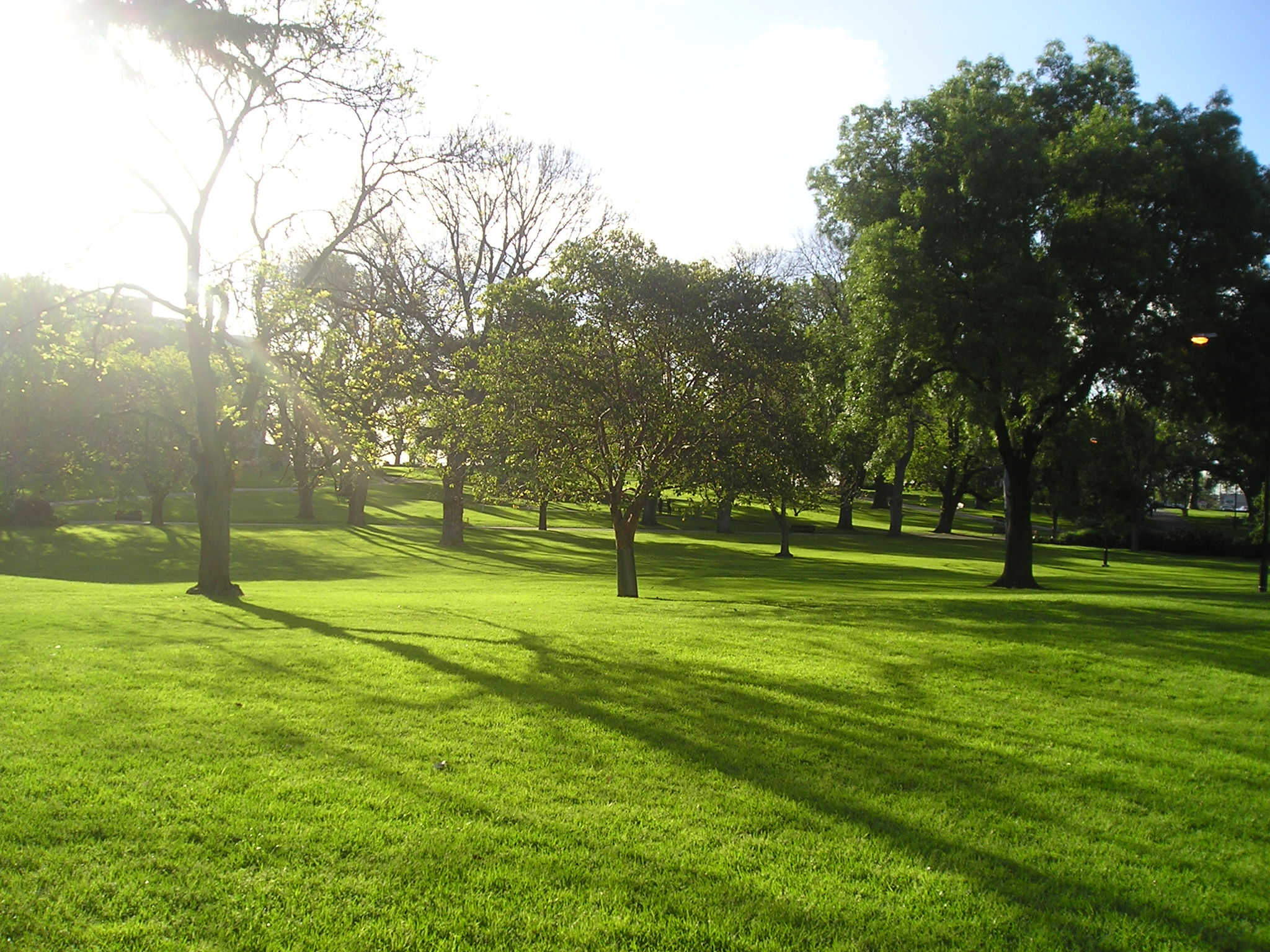
Flagstaff Gardens.